# Киевское воеводство
Ки́евское воево́дство (лат. Palatinatus Kioviensis, пол. Województwo kijowskie) — административно-территориальная единица, образованная в 1471 году в составе Великого княжества Литовского и Русского, а с 1569 года — в составе Малопольской провинции Королевства Польского.
Воеводство ликвидировано в 1793 году в результате второго раздела Речи Посполитой. До 1667 года столицей воеводства был Киев. По условиям Андрусовского перемирия Речь Посполитая потеряла большую часть воеводства и его столицу, но его название не было изменено. Центром воеводства стал Житомир.
Шляхетский сеймик располагался в Судовой Вишне. В состав этого крупного воеводства входило только три повета: Киевский, Овручский и Житомирский (до 1500 года киевскому воеводе подчинялся и Путивльский повет). Воеводство имело трёх сенаторов в Польско-литовской республике.

## История
С середины XIV века земли Киевского княжества входили в сферу влияния Великого княжества Литовского. После 1362 года в Киеве сидел сын Ольгерда, Владимир, который отличался своей преданностью православию. Весной и осенью 1393 года в связи с подписанием в 1392 году Островского соглашения между Витовтом и Ягайло другому сыну Ольгерда Скиргайлу были переданы изъятые у Владимира Ольгердовича Житомир с Овручем и Киев. Киевский князь Скиргайло Ольгердович был проникнут русскими симпатиями; при нём Киев делается центром русской партии в Великом княжестве Литовском. В 1443 году Олелько Владимирович, сын Владимира Ольгердовича, получил в удельное владение от великого князя литовского Казимира Ягеллончика киевское княжение. В 1454 году, после смерти Олелько Владимировича великий князь литовский Казимир не признал Киевское княжество наследственным владением Олельковичей, а лишь передал его старшему сыну Семёну на правах наместника. После смерти Семена 3 декабря 1470, великим князем Казимиром IV в 1471 году, оно было преобразовано в Киевское воеводство.
В 1482 году крымский хан Менгли-Гирей, совершил нашествие, после которого Украина, особенно её южная часть, так сильно была опустошена, что долго не могла оправиться. Позже постоянные набеги перекопских и крымских татар долго мешали заселению края, и только в начале XVI века, когда эти набеги ослабели, край стал мало-помалу заселяться. Для обороны края Литовское правительство выработало целую систему, его пересекали три оборонных линии, средняя, на которой стоял Киев, начиналась у верховьев Тетерева и Роси, переходила через Днепр и упиралась в низовья Десны.
После создания Речи Посполитой по Люблинской унии 1569 года Киевское воеводство было исключено из состава Великого Княжества Литовского и переданы под управление Короны Польской, где оно стало административной областью, в состав которой входили три повета: Киевский, Житомирский и Овручский. Главнейшим торговым центром воеводства был Бердичев, а затем Фастов. В Польской геральдике и канцелярии вновь используют Архангела Михаила в качестве герба воеводства.
В 1667 году по условиям Андрусовского перемирия Речь Посполитая потеряла большую часть территории воеводства и его столицу Киев, которые в Русском царстве стали называться Малой Россией. При этом название польского остатка от Киевского воеводства не было изменено. Новым центром уменьшившегося польского Киевского воеводства стал Житомир.
В 1793 году в результате второго раздела Речи Посполитой Киевское воеводство было окончательно упразднено.
В 1796 году эта территория вошла в состав второй Киевской губернии Российской империи.

## География
Киевское воеводство расположено на Приднепровских возвышенности и низменности; на севере — Полесская низменность.
Территория Киевского воеводства полностью относится к бассейну Днепра (бассейн Чёрного моря Атлантического океана). Основные реки на территории воеводства — Днепр, нижнее течение Припяти и Десны. Левые притоки Днепра на территории воеводства — Десна, Сула, Ворскла, Псёл. Правые притоки — Припять (с Ужом), Тетерев, Рось. В пределах воеводства протекала большая часть Ингульца, но устье его находилось уже за пределами Речи Посполитой — на территории Дикого поля, в области геополитических интересов Войска Запорожского Низового и Крымского ханства.